# Andaraí (Rio de Janeiro)
Pour l’article homonyme, voir Andarai.
Andaraí est un quartier du nord-Tijuca de Rio de Janeiro au Brésil créé le 23 juillet 1981.